# Ronnet
 Ronnet  là một xã ở tỉnh Allier thuộc miền trung nước Pháp.